# Municipalità di Loxton Waikerie
La municipalità di Loxton Waikerie è una Local Government Area che si trova in Australia Meridionale. Essa si estende su una superficie di 7.957 chilometri quadrati e ha una popolazione di 4.612 abitanti. La sede del consiglio si trova a Loxton.